# Thillombois
Thillombois ist eine französische Gemeinde mit 30 Einwohnern (Stand 1. Januar 2022) im Département Meuse in der Region Grand Est (vor 2016 Lothringen). Sie gehört zum Arrondissement Commercy und zum Kanton Dieue-sur-Meuse.

## Geografie
Die Gemeinde liegt etwa 27 Kilometer nordöstlich von Bar-le-Duc im Zentrum des Départements Meuse. Die Gemeinde besteht einzig aus dem Ort Thillombois. Weite Teile der Gemeinde sind bewaldet. Das bedeutendste Waldgebiet ist der Bois de la Côte Brûlée. Nachbargemeinden sind Tilly-sur-Meuse im Norden, Bouquemont im Nordosten, Woimbey im Osten, Lahaymeix im Südosten und Süden, Courouvre im Südwesten und Westen sowie Rambluzin-et-Benoite-Vaux im Nordwesten.

## Geschichte
Der Name der heutigen Gemeinde wurde 1373 als Tillombois erstmals in einem Dokument erwähnt. Im Mittelalter gehörte die Gemeinde zum Gebiet Trois-Évêchés. Mit dieser Herrschaft fiel Thillombois faktisch 1552 (offiziell erst 1648) an Frankreich. Bis zur Französischen Revolution lag die Gemeinde im Grand-gouvernement de Lorraine-et-Barrois. Von 1793 bis 1801 war die Gemeinde dem Distrikt Saint-Mihiel zugeteilt und Teil des Kantons Dompcevin, danach von 1801 bis 2015 Teil des Kantons Pierrefitte-sur-Aire. Seit 1801 ist Thillombois dem Arrondissement Commercy zugeordnet.

### Bevölkerungsentwicklung
| Jahr                                                                                                | 1962 | 1968 | 1975 | 1982 | 1990 | 1999 | 2011 | 2019 |
| Einwohner                                                                                           | 69   | 46   | 32   | 29   | 36   | 35   | 38   | 31   |
| Quellen: Cassini (Volkszählungen bis 1999) und INSEE (offizielle Schätzungen per 1. Januar ab 2006) |      |      |      |      |      |      |      |      |

## Sehenswürdigkeiten
- mittelalterliches Schloss mit einem Englischen Park; im 19. Jahrhundert restauriert (seit 1961 öffentlicher Besitz)
- Kirche Saint-Martin aus dem 15. Jahrhundert
- Denkmal für die Gefallenen[3]

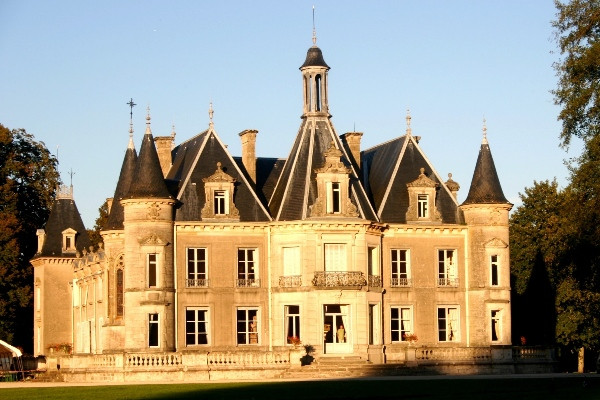
Schloss von Thillombois
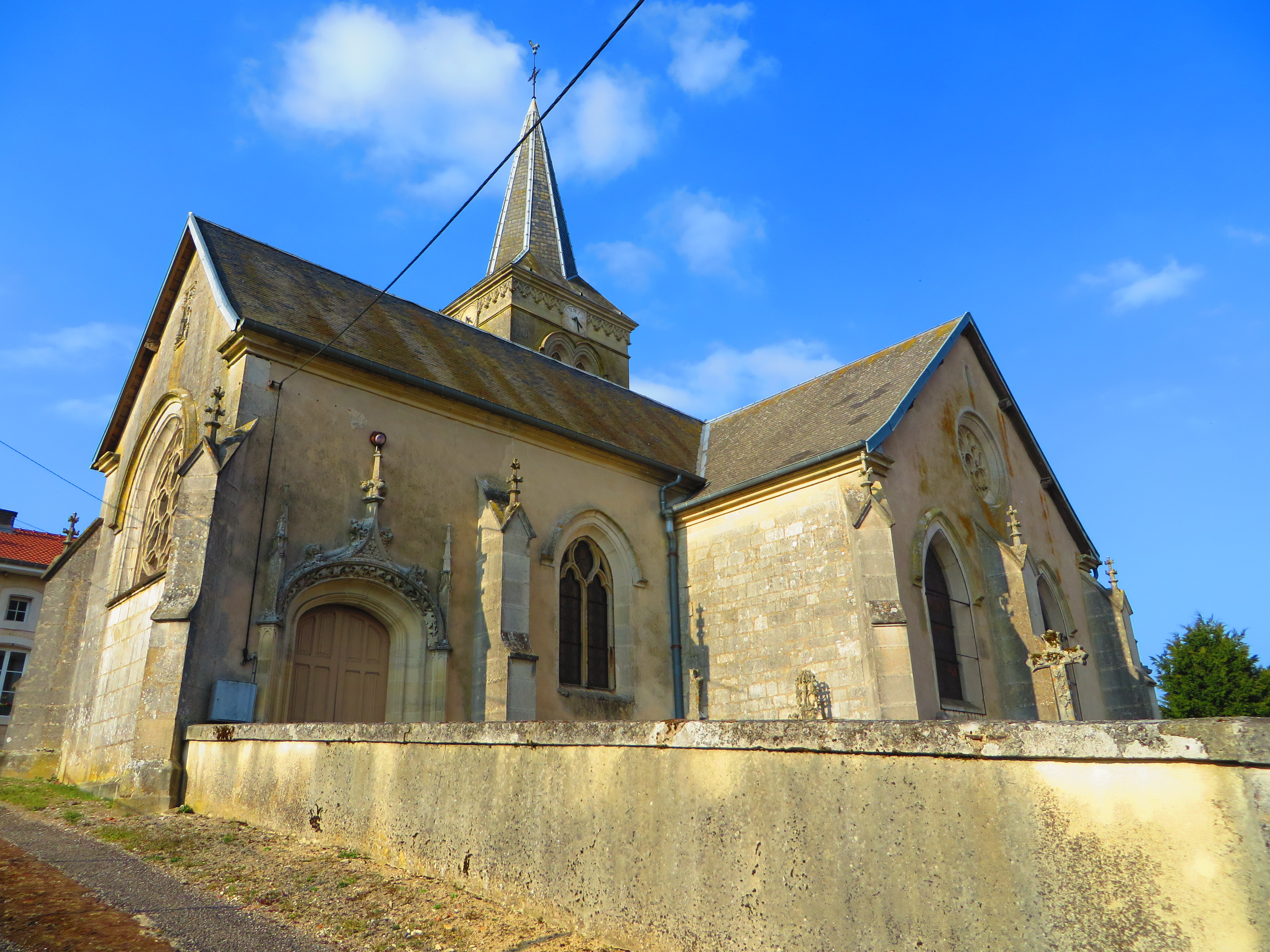
Kirche Saint-Martin